# Ludwików (powiat radomski)
Ludwików – wieś w Polsce położona w województwie mazowieckim, w powiecie radomskim, w gminie Jedlińsk. Ma status sołectwa.
W latach 1954–1959 wieś należała i była siedzibą władz gromady Ludwików, po jej zniesieniu w gromadzie Jedlińsk. W latach 1975–1998 miejscowość należała administracyjnie do województwa radomskiego.
Na terenie Ludwikowa mieści się szkoła podstawowa, istniejąca od 1963 r., jej budowę rozpoczęto w ramach akcji "1000 szkół na tysiąclecie". 24 maja 2003 roku szkole nadano imię Jana Pawła II.
Wierni Kościoła rzymskokatolickiego należą do parafii św. Mikołaja w Jankowicach.